# 7,8-ジヒドロネオプテリン三リン酸
7,8-ジヒドロネオプテリン三リン酸（7,8-dihydroneopterin triphosphate、DHNTP）は、テトラヒドロビオプテリンの生合成における中間体の一つ。